# Phellorinia
Phellorinia är ett släkte av svampar. Phellorinia ingår i familjen Phelloriniaceae, ordningen Agaricales, klassen Agaricomycetes, divisionen basidiesvampar och riket svampar.
| Phellorinia | \| \| Phellorinia herculeana \| \| \| \| |
|             | \| \| Phellorinia herculeana \| \| \| \| |
|             | Dictyocephalos                           |
|             |                                          |
|             | Phellorinia herculeana                   |
|             |                                          |

|  | Phellorinia herculeana |
|  |                        |